# Chacopterygus
Chacopterygus — вимерлий рід цимолестидових ссавців, який існував у Нью-Мексико в ранньому палеоцені (середня пуерканська епоха). Його скам'янілості були знайдені в формації Насім'єнто, басейн Сан-Хуан, Нью-Мексико. Його вперше назвали Томас Е. Вільямсон, Енн Вейл і Барбара Стандхардт у 2011 році, а типовим видом є Chacopterygus minutus